# Légionnaire romain

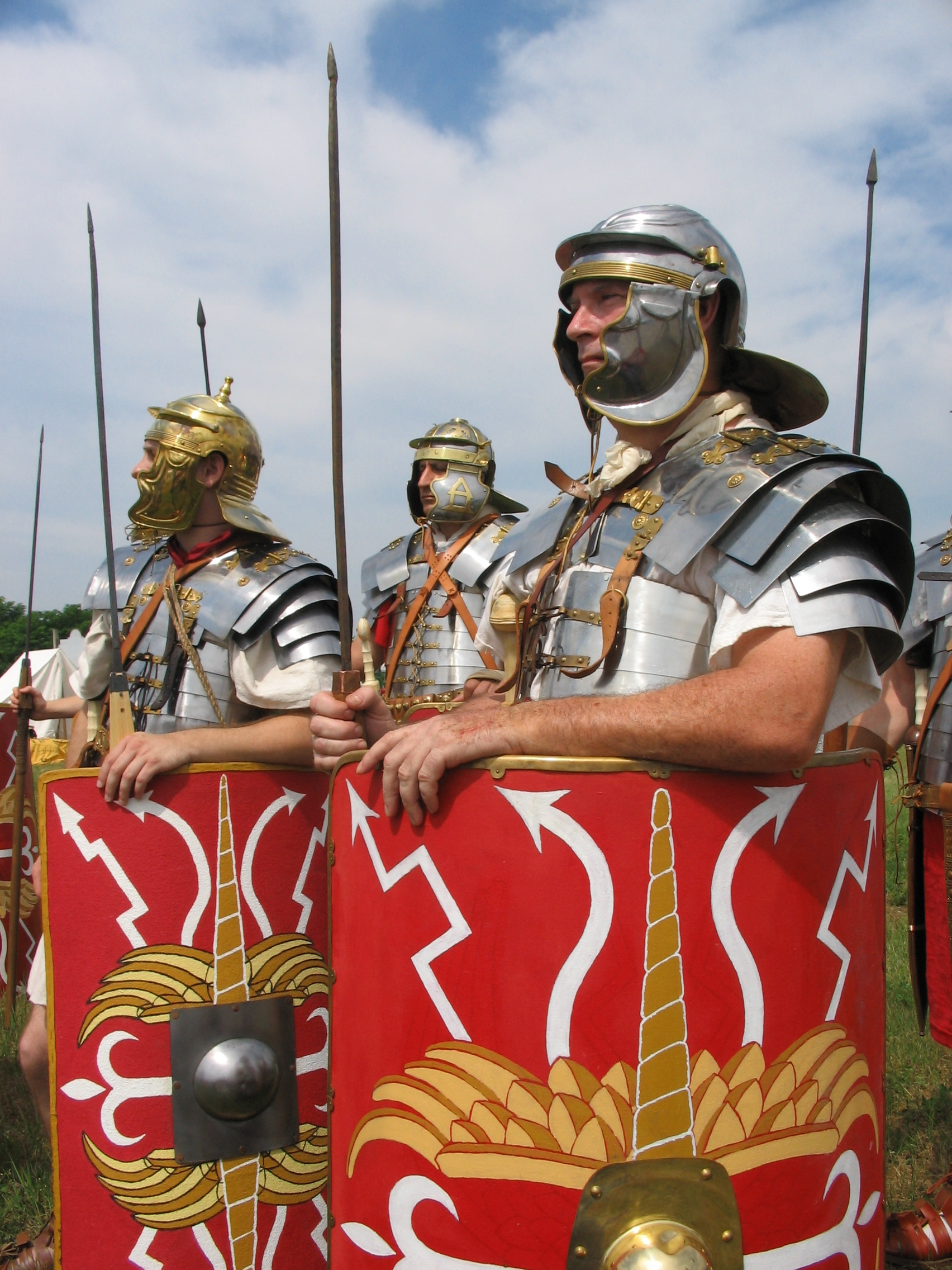
Une reconstitution moderne de quelques légionnaires romains en formation portant la lorica segmentata, environ du 1er-IIIe siècle

Le légionnaire romain (legionarius en latin, pluriel legionarii) était un fantassin d'infanterie lourde professionnel appartenant à l'armée romaine, après les réformes mariales. Ces soldats étaient chargés de conquérir et de défendre des territoires durant l'ère de la Rome antique, de la fin de l'époque de la République jusqu'à la fin du Principat, en compagnie de détachements auxiliaires et de cavalerie. À son apogée, les légionnaires romains étaient considérés comme la principale force de combat de l'Empire romain, leur efficacité au combat étant vantée par des commentateurs tels que Vegetius des siècles après la disparition du légionnaire romain classique.
Les légionnaires romains étaient une armée de volontaires ouverte aux citoyens romains âgés de 18 à 21 ans, et exceptionnellement jusqu'aux romains âgés de 45 ans lors de période de crise. Les conditions pour être sélectionné dans l'armée étaient de ne s’être pas trop fait remarquer par une vie débridée sur le plan moral et sur le plan physique, de présenter une bonne santé, une bonne vue et de s’approcher de la taille idéale de 1,68 mètre. À l'origine, ils étaient principalement constitués de recrues de l'Italie romaine, mais au fil du temps, le recrutement s'est étendu à des citoyens d'autres provinces. Lorsqu'ils étaient stationnés dans les provinces nouvellement conquises, les légionnaires participaient à la romanisation de la population locale et à l'intégration des régions disparates de l'Empire romain en un seul régime, afin de prévenir les révoltes et de favoriser le commerce.
Les légionnaires s'engageaient dans une légion généralement pour une période de 25 ans de service, un changement par rapport à la pratique initiale qui consistait à s'engager pour une campagne qui durait moins d'un an. Outre leur formation au combat, les légionnaires étaient également formés à la construction de campements, de ponts et de routes, ce qui a permis aux forces armées de construire une grande partie de l'infrastructure de l'Empire romain lors de travaux publics. Ils servaient également de force de maintien de l'ordre dans les provinces.
Les cinq dernières années de service des légionnaires étaient généralement consacrées à des tâches plus légères. Après leur retraite, les légionnaires romains recevaient une parcelle de terrain ou une compensation financière équivalente, et devenaient souvent des membres éminents de la société. Beaucoup d'entre eux poursuivaient une carrière politique et étaient élus à des postes tels que le consulat, les questeurs et d'autres fonctions importantes.

## Histoire

### Début: les réformes de Marius

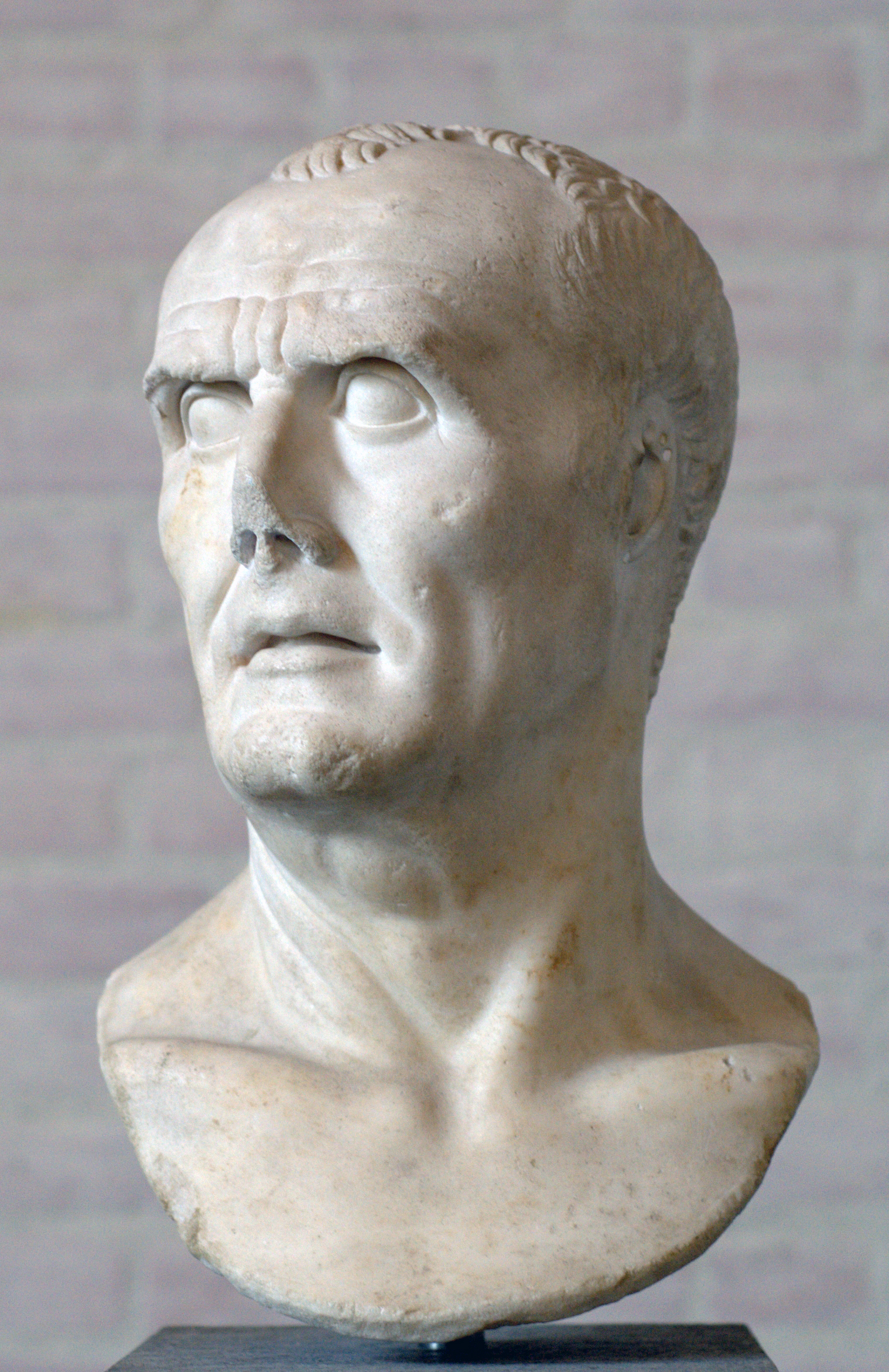
Buste de Caius Marius (157 - 86 av. J.-C.).

Lorsque Caius Marius devint consul en 108 av. J.-C., Rome était en guerre avec le roi numide Jugurtha. Voyant un besoin de plus de personnel et d’infanterie, Marius a éliminé les exigences de propriété qui permettaient aux Romains de se qualifier dans l’armée. Après ce changement de loi, tous les citoyens romains peuvent devenir légionnaires. Après la guerre, Marius entreprit de professionnaliser et d’uniformiser le légionnaire romain. Il a grandement amélioré la formation des soldats, il a fait armer uniformément les légionnaires ce qui donne à Rome une force armée qui n’a pas besoin d’être levée à chaque nouvelle campagne. L’armée romaine se transforme d’une armée de conscrit à une armée de métier. Marius a en outre donné à ses soldats des prestations de retraite, telles que des terres ou des paiements salariaux. Toutefois, ces réformes faisaient en sorte que les légionnaires se tournaient vers leurs généraux pour leurs récompenses, pour leurs avantages et, puisque les soldats restent pendant de longues périodes dans l’armée, ils devinrent bientôt plus fidèles aux généraux qu’au Sénat romain et à l’État. Cela finirait par sceller le sort de la République romaine.

### Pendant le Principat

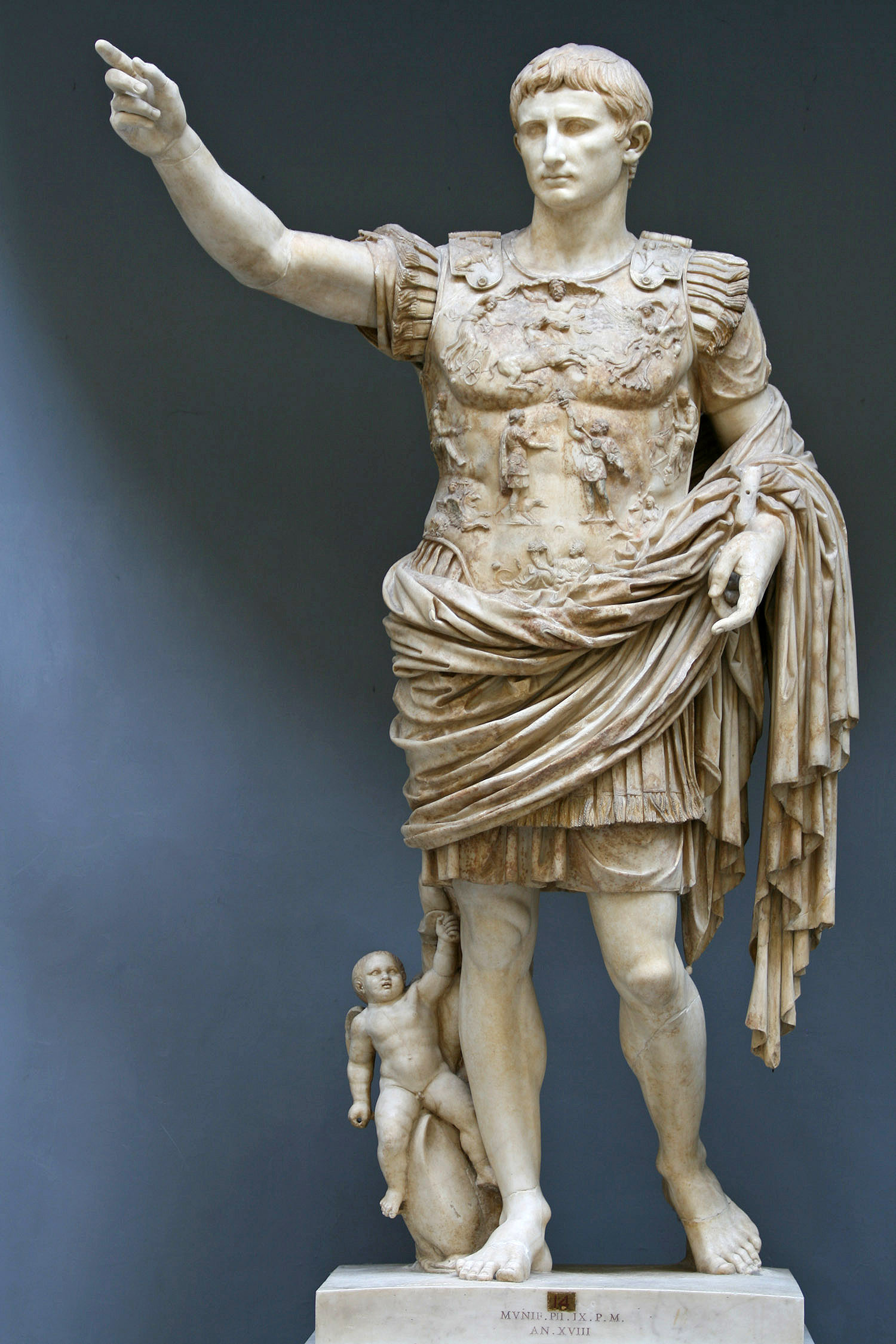
Statue du créateur du principat, Auguste

Alors que le pouvoir d'Auguste s'affermit en 27 av. J.-C. et qu'il instaure le nouveau régime du Principat, il cherche à professionnaliser davantage les légionnaires romains et à briser leur dépendance envers leurs généraux. Ainsi, la durée de service est augmentée de 10 à 25 ans et leur rémunération est uniformisée dans toutes les légions. De plus, les légionnaires sont garantis d'obtenir une concession de terre ou une compensation financière à la fin de leur service, leur permettant ainsi de moins dépendre des généraux pour leurs récompenses après les campagnes. Auguste a également modifié le sacramentum afin que les soldats ne prêtent plus allégeance à leur général, mais plutôt à l'empereur. Ainsi, Auguste a réussi à mettre un terme aux conflits internes qui ont ravagé la fin de la République romaine. Il a créé une armée dont la loyauté était largement acquise envers l'empereur et a ainsi permis aux légionnaires de conquérir de nouveaux territoires, tels que la Basse-Bretagne, la Dacie, l'Afrique du Nord et d'autres provinces, pour agrandir l'Empire romain.

### Déclin de l'armée romaine et du légionnaire

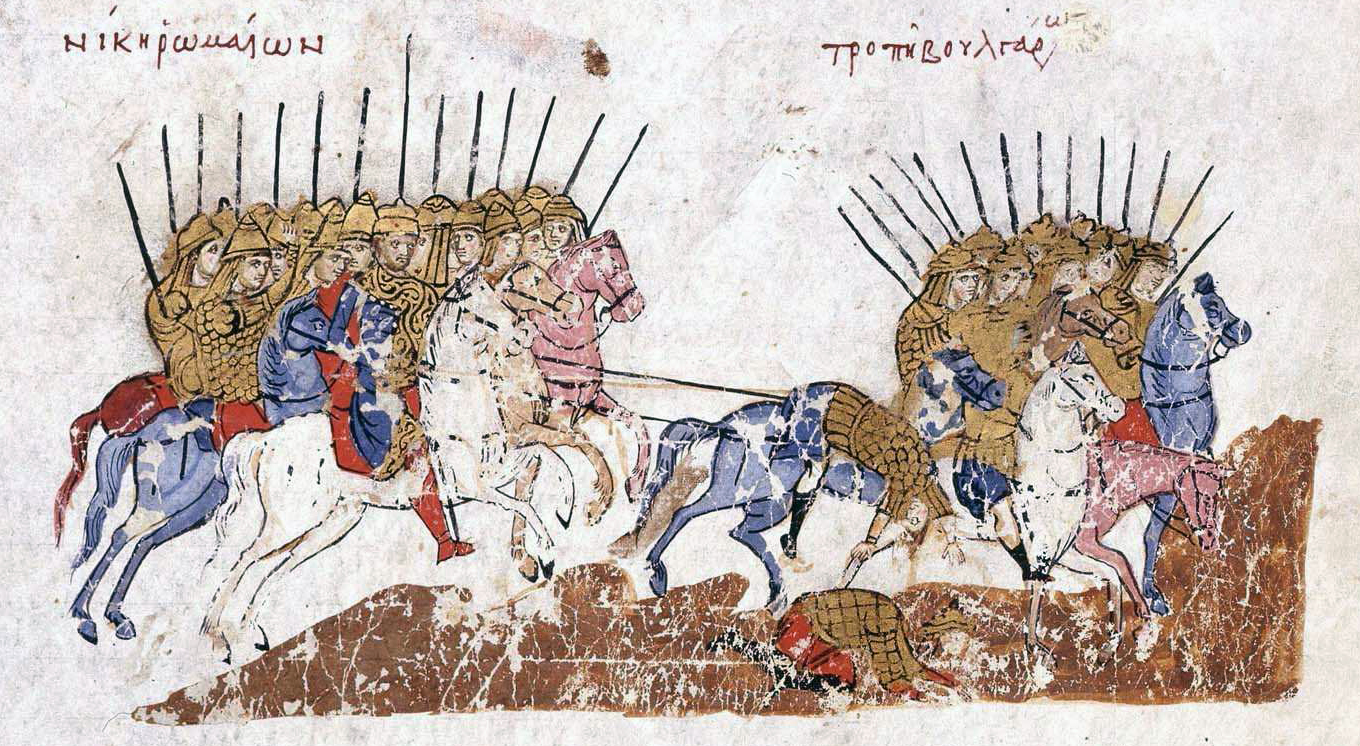
À mesure que la puissance du légionnaire romain diminuait, le Clibanarius, une forme de cavalerie lourde, a commencé à prendre de l'importance aux côtés d'autres types de cavalerie à la fin de l'Empire romain.

À partir du règne de l’empereur Septime Sévère (empereur romain de 193 à 211), le prestige du légionnaire romain décline progressivement, en raison de multiples facteurs. Cependant, les tendances historiques suggèrent que la baisse de la loyauté des légionnaires envers l'empereur, ainsi que la diminution de la discipline dans les rangs, sont les principales causes de cette perte de prééminence. Septime Sévère, malgré lui, a amorcé ce déclin en offrant des cadeaux, des dons et des augmentations de salaire à ses légionnaires. Ce précédent a nuit à la discipline des légionnaires, qui s'attendent de plus en plus à des récompenses pour leur loyauté. Si les légionnaires ne sont pas assez bien payé, cela ouvre la voie à leur désir de devenir empereur. Sous Caracalla, successeur de Septime Sévère, tous les affranchis de l'Empire romain sont devenus des citoyens romains, ce qui a effacé la distinction entre les auxiliaires et les légionnaires. Pendant que l'armée continuait de s'agrandir exponentiellement, les recrues de qualité diminuaient, ce qui signifie que les légions accueillaient des hommes d'origine plus douteuse et moins noble, ce qui affaiblissait encore la qualité du légionnaire romain.
Lors de la crise du IIIe siècle, les temps extraordinaires ont nécessité un changement de stratégie de la part des généraux. Pour réagir contre les usurpateurs et les envahisseurs, l’empereur Gallien a recréé un grade de « Maître de cavalerie » (Magister equitum). Aurélien l’occupe avant de devenir empereur en 270, ce qui démontre la nécessité d’avoir une armée plus mobile et l’utilisation de la cavalerie montée devient essentiel pour défendre les longues frontières de l’Empire romain. Pour cette raison, le rôle de l’infanterie lourde romaine est grandement amoindri. Au IVe siècle, l’infanterie romaine n’est qu’une pâle copie de sa grandeur d’antan. Le légionnaire ne porte plus la grande armure corporelle du légionnaire classique et utilise des fléchettes plutôt que le pilum de leurs prédécesseurs.

## Fonctions
Même si le légionnaire avait avant tout le rôle de soldat, il remplissait une variété d’autres fonctions essentielles au fonctionnement de l’Empire. Faute d’avoir une force de police professionnelle et organisée, les gouverneurs des provinces utiliseraient les légionnaires pour maintenir la paix et protéger les installations critiques. Les légionnaires aidaient à mater les émotions, émeutes ou révoltes inopinées des citoyens dues à des maladresses ou des impérities de la part des autorités responsables. Ils avaient aussi le rôle d’investigateur pour régler les vols, le crime ou d’unité anti-émeute pour briser les manifestations bruyantes et le public en désaccord ou en mécontentement.
Comme l’Empire romain manquait parfois de personnel dans la grande administration civile, le légionnaire se voyait parfois confier des postes administratifs. Des soldats de haut rang ont souvent agi en tant que juges dans les conflits entre les populations locales et l’armée était une composante importante de la collecte des impôts.
Les légionnaires ont également joué un rôle important dans la propagation de la culture romaine dans les provinces où ils étaient affectés. À mesure que les légions s’établissaient dans ces provinces, des cités se développaient autour d’elles, certaines devenant de grandes métropoles. Ainsi, en interagissant avec la population locale, les légionnaires ont contribué à la romanisation des provinces qu’ils avaient pour mission de défendre, s’adaptant à la culture locale tout en y apportant des éléments de la culture romaine.
Les légionnaires romains ont également servi comme une précieuse source de main-d’œuvre et d’expertise. Ils ont contribué à la construction d’une grande partie de l’infrastructure qui reliait la capitale aux provinces. Les légionnaires ont bâti des routes, creusé des canaux, construit des ponts et érigé des structures défensives comme des forteresses, des limes et des murs. L’exemple monumental de l’ingénierie romaine, le mur d'Hadrien, a été édifié par les trois légions stationnées dans la province de Bretagne. Toutefois, les légionnaires n’étaient pas limités à des projets d’ingénierie à grande échelle. Les géomètres, médecins, artisans et ingénieurs présents dans l’armée étaient utilisés pour une variété de services civils, en plus de leur rôle militaire.

## Rôles secondaires
Les légionnaires qui s’entrainaient régulièrement et à longueur d’année portaient le nom de milites et ils étaient l’équivalent en rang du soldat moderne. Également inclus dans les rangs, se trouvaient les immuns, des soldats spécialisés avec des rôles secondaires tels qu’ingénieur, artilleur, instructeur de forage et d’armes, charpentier et infirmier militaire. Cependant, ces hommes étaient toujours des légionnaires parfaitement entrainés et, s’ils étaient appelés à combattre, ils le feraient sans vergogne et sans broncher des dents. Ils étaient dispensés de certaines des tâches les plus ardues tels que l’exercice et les fatigues et recevaient un meilleur salaire que leurs frères d’armes.

## Recrutement
Bien que les légionnaires romains soient principalement composés de citoyens volontaires, la conscription de nouvelles recrues s’est poursuivie pendant très longtemps lors de la République et dans le Principat, en particulier en temps de crise. Cela signifiait que les conscrits restaient une partie importante des légions romaines. L’État fournissait l’équipement aux recrues et ne demandait aucune exigence de propriété. Ce faisant, puisque, l’armée romaine était considérée comme une profession honorable et appréciée, même les citoyens romains les plus pauvres ont eu l’honneur de pouvoir rejoindre les légions. L’armée offrait un salaire stable, de bonnes prestations de retraite et même certains avantages juridiques, un légionnaire avait donc de nombreux avantages que les citoyens ordinaires trouvaient souhaitables. Ainsi, bien que les citoyens pauvres puissent rejoindre l’armée, des membres de toute la classe plébéienne ont été trouvés dans les légions romaines. En effet, l’armée était l’une des rares voies de mobilité ascendante dans le monde romain.
L’armée recherchait activement des recrues dotées de compétences utiles et rares telles que des forgerons, des charpentiers et des bouchers. Bien que non obligatoire, l’alphabétisation était très utile dans l’armée, car un légionnaire ne pouvait pas être promu au grade de centurion s’il ne pouvait pas lire ni écrire. Au cours de la République latente, les légionnaires romains venaient principalement des régions entourant Rome. Cependant, à mesure que Rome s’agrandissait, des recrues ont commencé à venir d’autres régions d’Italie. Lentement, les légionnaires étaient recrutés dans les provinces où les légions étaient stationnées plutôt que de l’Italie même. Sous le règne de Trajan, il y avait 4 à 5 légionnaires originaires des provinces pour chaque légionnaire originaire d’Italie.

## Équipement

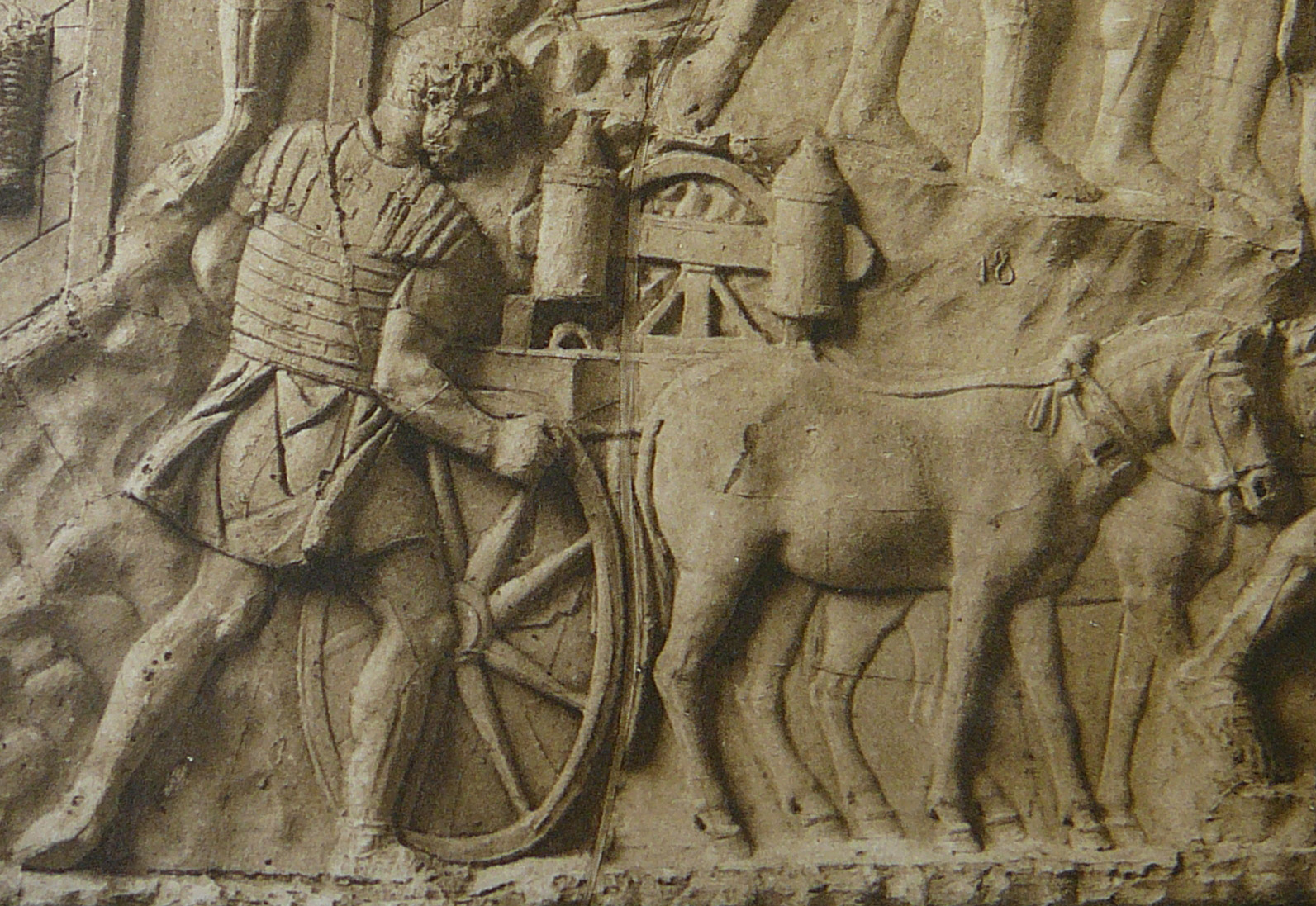
Bas-relief de la colonne Trajane montrant un légionnaire avec lorica segmentata tenant un carrobalista.

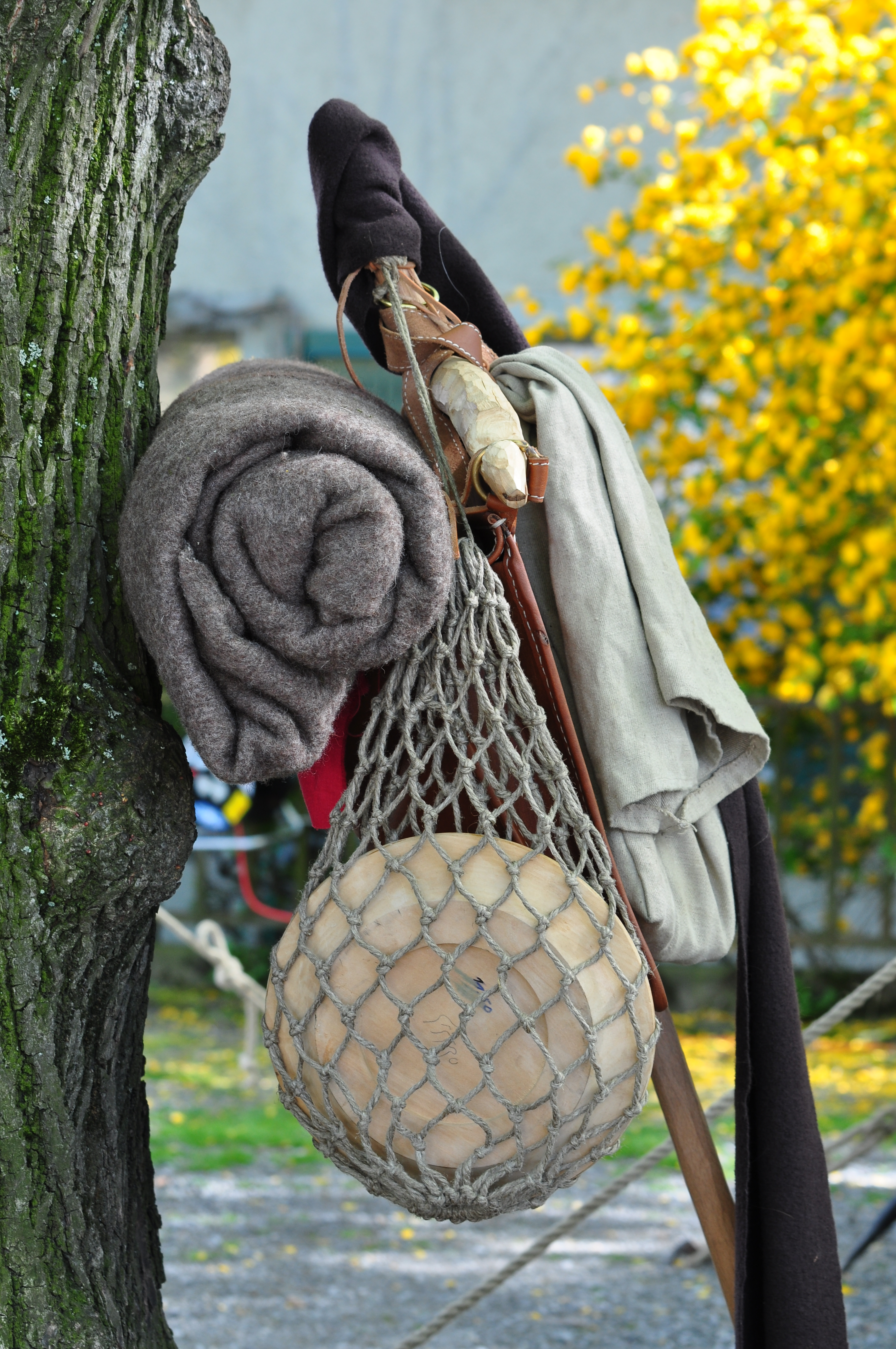
Reconstitution du paquetage individuel (sarcina) arrimé au sommet d'une fourche en bois portée sur l'épaule droite en même temps que la lance. L'aspect lourdement chargé du légionnaire (des sarcinae peuvent atteindre 40 kg) lui vaut le surnom de « mule ».

Lorsqu'il marchait en territoire ennemi, le légionnaire romain portait généralement une armure complète, des fournitures et de l'équipement. Cet charge consistait généralement en une cotte de mailles (lorica hamata, lorica squamata ou lorica segmentata) du 1er au IIIe siècle, un bouclier (scutum), un casque (galea), deux javelots (un pilum lourd et un verutum léger ), une épée courte (gladius), un poignard (pugio), une ceinture (balteus), une paire de sandales lourdes (caligae), une paire de cnémide, une paire de manicas, un sac de marche (sarcina (en)). De plus, il transportait pour environ quatorze jours de nourriture, une outre (vessie pour posca), du matériel de cuisine, deux piquets (sudes murale). Pour la construction de palissades, le légionnaire transportait une pelle, et un panier en osier. Cet énorme transport d'équipement et de matériel faisait partie de l'emploi d'un légionnaire. En réalité, un légionnaire marchait et transportait de l'équipement plus souvent qu'il ne combattait. Un légionnaire moyen de la République marchait pendant environ cinq heures avec une charge de vingt kilogrammes. Dans ses mémoires, Jules César raconte qu'il a fait faire, à ses légionnaires, une marche forcée de 74 km. Cette marche effectuée par les légionnaires de César, en 24 heures, sans bagage, avec un repos de 3 heures, correspond à une dépense individuelle de plus de 6000 kcal.
Après les réformes militaires de l’empereur Claude (vers 41 apr. J.-C.), chaque légion nécessite la possession d’un certain nombre de pièces d’artillerie. Chaque cohorte (ce qui comprend environ 480 hommes) recevrait une baliste et chaque centurie (ce qui comprend environ 100 hommes) recevrait une carroballiste. Dans une formation légionnaire standard (comprenant dix cohortes et centuries), c’est-à-dire une légion, doit être équipée de dix balistes et de soixante carrobalistes.

## Bataille et combat

### Maintenir le moral

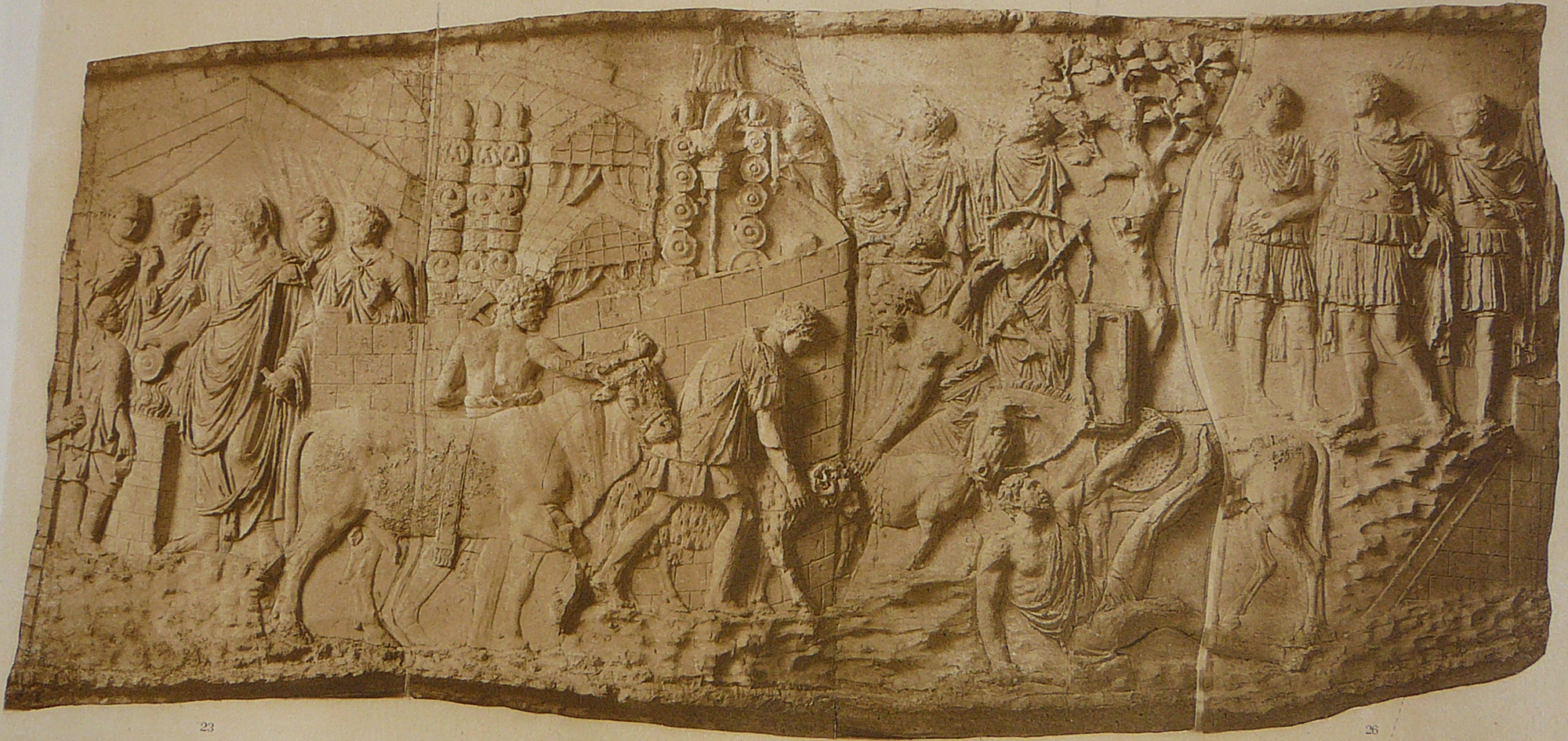
La colonne Trajane montre une scène de sacrifice d'un porc, d'un bélier et d'un taureau.

Le légionnaire romain combattait d’abord et avant tout en contubernium, la plus petite unité militaire de l’armée romaine, constituée de huit hommes de l’armée romaine. Les hommes d’un même contubernium combattaient, dormaient, mangeaient et s’entraînaient ensemble. Ce fort sentiment de camaraderie donne aux légionnaires romains un sentiment de fierté et les pousse à se battre sur le champ de bataille. Les porte-étendards (en latin signiferii), étaient d’une grande importance pour maintenir le moral des soldats. La perte d’un étendard était une honte pour la centurie à laquelle appartenait l’étendard. En tant que tels, les porte-étendards servaient d’une certaine manière de point de rassemblement. Il fallait toujours protéger le porte-étendard, car, en sa personne, il représentait Rome. Sa seule présence permettait d’exhorter les légionnaires à se battre[réf. nécessaire].
Avant la bataille, les sacrifices aux dieux de la guerre et les pratiques divinatoires jouaient un rôle important sur la prévision du combat, l'obtention de l'assentiment de ces dieux, et sur le moral des troupes. Dans chaque légion, l'haruspex lisait dans les entrailles d'animaux sacrifiés, l'augure dans le vol des oiseaux et le pullarius (augure qui soignait et consultait les poulets sacrés) observait l'appétit des volailles,.
Les Optio, officiers romains qui se maintenaient à l’arrière d’une formation, avaient de nombreux rôles essentiels en dehors de la bataille. Toutefois, pendant la bataille, leur tâche était d’empêcher les légionnaires de fuir et de se mettre en déroute. L’optio forçait, à l’aide d’un bâton avec une boule, les légionnaires fuyant la bataille à se remettre en formation. En outre, en tête du front, les centurions combattaient aux côtés des légionnaires sous leur commandement, servant de modèle pour que ses légionnaires restent au combat.
Enfin, il y avait, dans l’armée romaine, des  distinctions honorifiques ainsi que des punitions qui servaient à la fois d’incitations et de dissuasions pour les légionnaires au combat. Les honneurs, des récompenses et des promotions étaient fréquemment décernés aux légionnaires qui se distinguaient au combat ou par un service exemplaire. Par exemple, la couronne civique (en latin corona civica) était donnée aux légionnaires qui ont sauvé un camarade au combat et elle était très convoitée.
Toutefois, il y avait aussi de violente punition pour les légionnaires qui désobéissaient. Comme la discipline était importante, les infractions étaient sévèrement punies par les centurions. Les punitions pouvaient aller de l'obligation de passer la nuit à l'extérieur de la sécurité protectrice d'un camp fortifié, à la mort. Cette dernière était une punition régulièrement utilisée pour une variété d’offenses différentes. Ceux qui ont commis un acte de lâcheté et un manquement au devoir étaient lapidés à mort par leurs camarades. Ceux qui font preuve ouvertement de rébellion subissaient la crucifixion. En de très rares occasions, lorsqu’une unité entière faisait preuve de lâcheté, l’unité pouvait être décimée, au cours de laquelle un soldat, choisi aléatoirement, sur dix était exécuté. Les punitions moins extrêmes comprenaient les rétrogradations, le changement des rations de blé en orge et le retrait de certains équipements militaires d’identification.

### Prélude au combat
Les grandes armées de l’Antiquité ne commenceraient généralement pas la bataille immédiatement après leur rencontre sur le champ de bataille. Au contraire, des jours voire des semaines de redéploiement et de négociation avaient souvent lieu avant la bataille. Par exemple, plusieurs jours de manœuvres ont eu lieu avant le début de la bataille de Pharsale. Avant la bataille, des mesures sont prises pour s’assurer que les légionnaires soient aussi efficaces que possible. Il s’agit notamment de donner aux légionnaires un bon repas et de se reposer avant la bataille. Les commandants et les généraux prononçaient également des discours enflammés pendant cette période. Ces discours mettraient fortement l’accent sur la quantité de pillages et de richesse que la victoire permettrait d’acquérir, car c’était une incitation principale pour les légionnaires à se battre. La notion de gloire et de vertu guerrière était aussi mentionnée, car elle était très prisée par les citoyens des sociétés antiques. Des escarmouches légères auraient alors lieu, la cavalerie et les auxiliaires sondant les lignes ennemies avant le début d’une bataille rangée.

### Style de combat

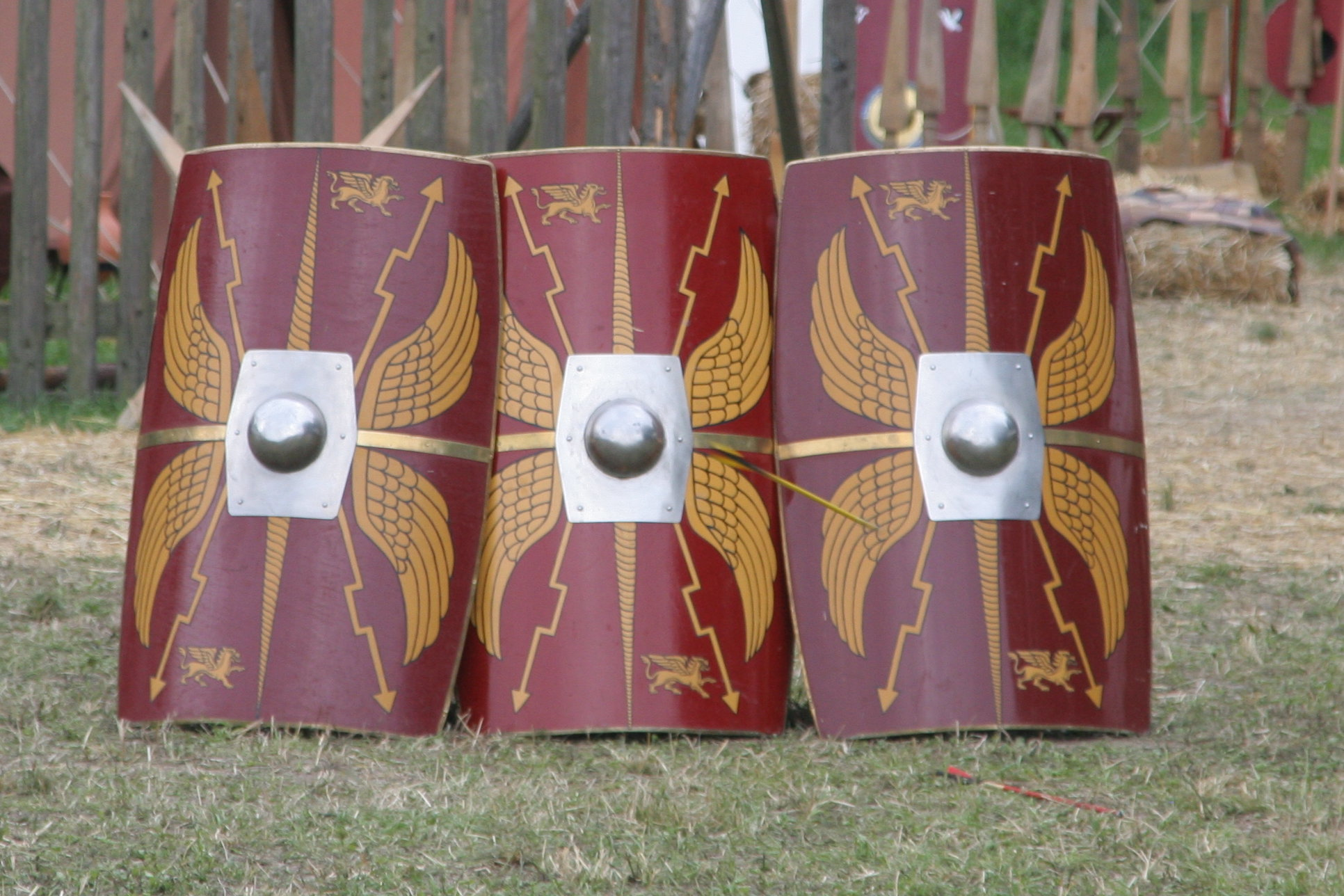
Le bouclier romain se distinguait par sa variété de formes, allant du modèle plat et ovale au modèle incurvé et rectangulaire, comme en témoigne l'illustration ci-dessus. Le revêtement métallique de tous les scuta romains conférait à ces derniers une grande capacité offensive.

Les trois armes principales du légionnaire romain étaient le pilum (un javelot), le scutum (un bouclier) et le glaive (une épée courte). Idéalement, les légionnaires lanceraient leur pilum en premier à l'approche de l'armée ennemie. Ces pilums pouvaient souvent pénétrer les boucliers ennemis et frapper les soldats derrière eux. Même si le pilum ne perçait pas les boucliers, le cou du javelot se plierait, rendant le bouclier inutile. Cela rend alors l'ennemi très vulnérable aux tirs de missiles et aux attaques des légionnaires. La perturbation et les dommages causés par le pilum est ensuite suivis d'une charge des légionnaires romains ainsi que de la cavalerie, lorsqu'il y en avait.
Bien que le scutum romain ait différents modèles, ils partageaient tous un grand bossage en métal au centre du bouclier. Cela permettait au légionnaire d’utiliser non seulement le scutum comme un équipement défensif, mais aussi comme arme offensive. Selon certaines sources, les légionnaires auraient utilisé ce boss de fer pour frapper et bousculer les combattants ennemis. Les Romains utilisaient aussi leur bouclier pour asséner des coups aux jambes avec la bordure inférieure ou, plus rarement, au visage avec la bordure supérieure. Accompagnant leur bouclier se trouvait évidemment le glaive, une arme qui servait principalement à poignarder, bien qu’elle puisse également être utilisée pour couper. Ces armes assez simples combinées à une discipline impressionnante ont fait du légionnaire romain un soldat terriblement efficace et quasiment inégalé dans le monde antique.
Bien qu’il y ait eu de nombreuses formations différentes dans lesquelles les légionnaires ont combattu, ils avaient tendance à former des formations proches et ordonnées avec des espaces entre les formations. La plus connue et la plus efficace étaient la formation du manipule. Le combat était engagé par le premier rang qui était des unités avec moins d’expérience et équipées moins lourdement. Puis, si l’ennemi résistait trop, les soldats reculaient pour laisser de la place à la deuxième ligne. Les soldats se glissaient dans les interstices laissés libres entre les manipules, ce qui permettait aux unités de réserve d’entrer dans la bataille ou servait de voies aux forces d’escarmouche pour se retirer derrière les légionnaires. Pendant les accalmies de la bataille, les soldats blessés pouvaient en outre être ramenés derrière les lignes de bataille à travers ces interstices. La deuxième ligne était composée de soldats plus expérimentés et mieux équipés. En dernier recours, on faisait venir en première ligne les unités d’élite qui montaient au front pour remplacer la seconde rangée.

## Rémunération et conditions de travail
Le légionnaire reçoit une solde régulière, le stipendium, dont le montant a varié au cours des époques.
Lors de la Pax Romana, un légionnaire romain de base était payé 225 deniers par an. Un denier équivaut à environ 3 à 4 g d’argent. Cela a été porté à 300 deniers sous le règne de Domitien. Cependant, pendant la crise du troisième siècle, l’inflation et le chaos ont perturbé le salaire d’un légionnaire, les empereurs laissant souvent les légionnaires saisir les biens des civils comme forme de payement. Leurs revenus étaient complétés par des dons d’empereurs, soit pour s’assurer la loyauté d’une légion, soit pour les récompenser après une campagne réussie. Le pillage et le butin complètent également les revenus d’un légionnaire et sont utilisés comme une grande incitation pour les soldats à suivre leur empereur dans les campagnes plus difficiles. À la fin de leurs années de service, les légionnaires romains recevaient une petite parcelle de terre ou un équivalent monétaire.
À mesure que l'Empire romain s'affermissait, les camps militaires fortifiés se sont peu à peu transformés en vastes cités urbaines. Ces forteresses comprenaient des infrastructures de détente telles que des thermes publics, des tavernes et même des amphithéâtres, où se tenaient des festivals et des spectacles d'animaux. Toutefois, les légionnaires étaient soumis à une interdiction de mariage légal jusqu'au règne de Septime Sévère, même si leurs unions étaient souvent reconnues. Cette restriction était sans doute motivée par la nécessité impérieuse de protéger les veuves en cas de décès au combat des soldats romains.

### Formation et entrainement
Lorsqu’il est enrôlé pour la première fois, le jeune légionnaire (tiro) n’a pas encore reçu de véritables armes pour s’entraîner. En revanche, il reçoit des épées et des boucliers en bois conçus pour simuler deux fois le poids de leurs homologues au combat. Cela permet à la recrue de développer sa force en s’entraînant avec ces armes en bois. Parallèlement à l’entraînement au combat, la recrue apprend également d’autres compétences nécessaires telles que la natation et la façon d’installer un camp. Toutefois, la recrue doit impérativement apprendre la discipline et il est entraîné deux fois par jour pendant sa période de formation. Après cette période, qui pouvait durer jusqu’à six mois, la recrue devenait officiellement un légionnaire et il est envoyé dans sa légion respective.
En plus de sa formation initiale, le soldat romain subit une formation particulièrement rigoureuse tout au long de sa carrière militaire. Cette rigueur était nécessaire, car la discipline était la base du succès de l’armée et les soldats étaient entraînés sans relâche et constamment aux armes et surtout à l’exercice. Les  à pleine charge et en formation serrée étaient fréquentes. L'entraînement régulier, appelé exercitatio, comprend des activités sportives (marches forcées de 30 km, course, saut et natation), des activités militaires individuelles (escrime d'estoc avec le couple glaive-bouclier, jet du javelot et combat à la lance) et collectives (mise en place des formations tactiques).
L'un des objectifs primordiaux d'une formation disciplinaire ardue mais indispensable était d'évacuer toute forme d'appréhension chez le soldat romain. La peur, qui engendre la panique et le chaos, peut être une force dévastatrice pour une armée sur le champ de bataille. Les Romains se donnaient pour mission de bannir la peur en offrant un entraînement physique et mental rigoureux et en employant une méthode de combat où les combattants se battaient côte à côte, renforçant ainsi le sentiment de camaraderie et inspirant confiance.
Cependant, une autre forme de peur était exploitée pour inciter les soldats à combattre, malgré leur peur : la crainte d'être sanctionnés sévèrement par leurs supérieurs. Pour reprendre les termes de Flavius Josèphe, « ils sont également endurcis à la guerre par la crainte, car leurs lois infligent des peines capitales non seulement aux soldats qui fuient leur rang, mais aussi à ceux qui font preuve de paresse et d'inactivité ».

### Régime
Un légionnaire romain prenait deux ou trois repas par jour : le prandium (Déverbal de prandeo qui signifie « manger tôt ») et la cena (d’où nous vient le mot cène en français et qui signifie un repas du soir). Lors des repas, les soldats recevaient des rations sur une base régulière. Les rations étaient composées principalement de blé. Principalement, car le blé représente environ 60 à 70 % des rations totales d’un soldat et le blé constituaient l’alimentation de base du monde romain au grand complet et, en raison de son importance, une loi frumentaire en réglait la distribution gratuite, ou à bas prix, qui était faite au peuple. Le légionnaire romain consommait entre 1000 et 1 500 g par jour d’aliments fabriqués à partir du blé et il était consommé sous forme de bouillies épaisses, de galette, de pain ou de biscuit. Cependant, pendant la campagne, les soldats cuisaient leurs rations de blé en galette de pain sec (biscuit de mer), un biscuit qui se conservait sur une longue durée.
Les rations de blé du soldat étaient complétées par les cibaria (victuailles), des rations autres que les céréales. Cela comprenait une variété de produits alimentaires, mais était composé principalement de vin de mauvaise qualité qui, mélangé à l’eau, formait un breuvage appelé posca, du vinaigre, des légumes (principalement des haricots ou des lentilles), du sel, du porc salé, du fromage et de l’huile d’olive. Cependant, cela n’incluait pas les fruits. À l'aide de la recherche de nourriture, le commerce avec les marchands, les réquisitions, les raids lors des campagnes ou à l'aide de la chasse ( le légionnaire chassait le sanglier, le chevreuil, le daim, l’élan, l’ours et encore le loup, le renard, le castor, la loutre), le légionnaire romain pouvait obtenir d’autres denrées non incluses dans ses rations. Grosso modo, ce régime alimentaire est caractérisé par une forte proportion glucidique (78 %) d’origine frumentaire. Cette alimentation est équilibrée et présente de nombreux avantages (la présence de sucres lents ; elle est très énergétique ; elle est facilement digestible ; elle assure le ballast intestinal et elle reconstitue les réserves glycogéniques de l’organisme).

### Soins de santé
Les forts romains permanents contenaient souvent des hôpitaux, où des médecins ( médicis ) traitaient des légionnaires blessés ou malades. Les légionnaires gravement blessés ou blessés de manière permanente se verraient accorder une missio causaria, ou une honorable décharge médicale. Cette décharge s’accompagnerait de nombreux avantages dont l’exonération de certaines taxes et de certains devoirs civiques. Le personnel médical a aussi le devoir d’isoler les soldats malades pour réduire le risque de propagation d’une maladie éventuellement infectieuse dans l’armée. Les camps romains ont également été planifiés de manière à minimiser la propagation des maladies d'origine hydrique (nausées, vomissements et diarrhée), qui ont ravagé de nombreuses armées antiques. Les ingénieurs ont pris un soin particulier à acheminer l’eau douce vers les camps et à transporter les eaux usées en aval de tous les points d’eau.

## Autres légionnaires
Le terme « légionnaire » peut être utilisé pour désigner les membres de diverses forces militaires ayant reçu le titre de «légion». Toutefois, contrairement à l'infanterie lourde de la Rome antique, ce titre ne renvoie pas à une unité spécifique. À partir du XVIIIe siècle et au début du XIXe siècle, cette appellation a été attribuée à des unités comprenant à la fois des composants montés et à pied. Plus récemment, ce titre a été employé pour désigner les membres de la Légion étrangère française, de la Légion étrangère espagnole et des Légions polonaises. Les membres de ces légions modernes sont souvent appelés « légionnaires », terme français pour désigner ces soldats.
Le terme de « légionnaire » a également été utilisé par le groupe roumain d'paramilitaire extrême droite connue en français sous le nom de « Garde de fer » et qui exista dans le royaume de Roumanie entre 1927 et le début de la Seconde Guerre mondiale .

## Dans la culture populaire
Le soldat romain est une source d'inspiration dans la littérature et les arts graphiques, et notamment dans le genre cinématographique du péplum, lesquels donnent leur vision, stéréotypée parfois, archéologique d'autres fois, du légionnaire et des troupes auxiliaires. Dans ces représentations, l'armée disciplinée et uniformisée, se bat généralement contre des barbares sauvages. Si son équipement est standardisé depuis que la production est confiée à des ateliers impériaux qui assurent une production en série adaptée à une demande massive d'armure à coût modéré, celui des légionnaires sous la République révèle des différences car le soldat à cette époque se l'achète auprès de petits ateliers privés (les fabricae). « Les légions de César devaient être aussi bigarrées que leurs antagonistes celtes! »

#### Livres généraux
- Sumner, G. et Raffaele D'Amato, Armes et armures du soldat romain impérial, Livres de première ligne, 2009.
- Watson, GR Le soldat romain, Cornell University Press, 1993.

#### Autres livres
- Matyszak, Philippe. Légionnaire : le manuel (non officiel) du soldat romain, Tamise et Hudson, 2009.
- Cowan, Ross et Angus McBride. Légionnaire romain : 58 av. J.-C. - 69 apr. J.-C., Éditions Osprey, 2003.